# Europameisterschaft im Skibergsteigen 2005
Die Europameisterschaft im Skibergsteigen 2005 (katalanisch Campionats d’Europa d’Esquí de Muntanya 2005) wurde vom 1. bis zum 5. März 2007 in Encamp, Andorra ausgetragen. Organisator war der International Council for Ski Mountaineering Competitions (ICSM) der Union Internationale des Associations d’Alpinisme (UIAA).

## Ergebnisse

### Nationengesamtwertung nach Punkten und Medaillenspiegel
2005 fielen in die Gesamtwertung der Nationen der Nationalmannschaften die Ergebnisse aus den Team- und Einzelrennen. Die Ergebnisse der erstmals im Rahmen einer EM im Skibergsteigen ausgetragenen Disziplinen Vertical Race und Staffel erscheinen noch nicht in der von der Federació Andorrana de Muntanyisme (FAM) vorgelegten Gesamtwertung der Nationen.
(alle Altersklassen)
| Rang | Land         | Team   | Team | Team   | Team   | Einzel | Einzel | Einzel | Einzel |              | Vertical Race | Vertical Race | Vertical Race | Einzel Staffel | Einzel Staffel | Einzel Staffel |
| Rang | Land         | Punkte | Gold | Silber | Bronze | Punkte | Gold   | Silber | Bronze | Gesamtpunkte | Gold          | Silber        | Bronze        | Gold           | Silber         | Bronze         |
| 1    | Schweiz      | 478    | 1    | 1      | 1      | 1230   | 2      | 3      | 4      | 1708         | 3             | 3             | 4             | 2              | 1              | 1              |
| 2    | Italien      | 300    |      | 1      |        | 1170   | 4      | 1      |        | 1470         | 2             | 3             | 2             | 1              | 1              |                |
| 3    | Frankreich   | 312    | 1    |        |        | 1062   |        | 1      |        | 1374         |               | 1             | 1             |                | 1              |                |
| 4    | Spanien      | 190    |      |        |        | 708    |        | 1      |        | 898          | 2             |               |               |                |                |                |
| 5    | Deutschland  | 314    |      |        | 1      | 336    |        |        |        | 650          |               |               | 1             |                |                | 2              |
| 6    | Slowakei     | 66     |      |        |        | 574    |        | 1      | 1      | 640          | 1             | 1             |               |                |                |                |
| 7    | Tschechien   | 202    |      |        |        | 394    |        |        |        | 596          |               |               |               |                |                |                |
| 8    | Slowenien    | 46     |      |        |        | 318    |        |        |        | 364          |               |               |               |                |                |                |
| 9    | Griechenland | 64     |      |        |        | 257    |        |        |        | 321          |               |               |               |                |                |                |
| 10   | Andorra      | 96     |      |        |        | 141    |        |        |        | 237          |               |               |               |                |                |                |
| 11   | Polen        | 82     |      |        |        | 106    |        |        |        | 188          |               |               |               |                |                |                |
| 12   | Rumänien     |        |      |        |        | 174    |        |        |        | 174          |               |               |               |                |                |                |
| 13   | Russland     | 38     |      |        |        | 112    |        |        |        | 150          |               |               |               |                |                |                |
| 14   | Österreich   |        |      |        |        | 140    |        |        |        | 140          |               |               |               |                |                |                |
| 15   | Bulgarien    |        |      |        |        | 31     |        |        |        | 31           |               |               |               |                |                |                |

### Vertical Race
Die Wettkämpfe im Vertical Race fanden am 1. März in der Gemeinde Canillo statt.
Übersicht der jeweils 10 besten Teilnehmer:
| Rang   | Teilnehmer                  | Gesamtzeit     |
| ------ | --------------------------- | -------------- |
| Gold   | Cristina Favre-Moretti      | 00h 53' 35.44" |
| Silber | Gloriana Pellissier         | 00h 53' 48.92" |
| Bronze | Barbara Gruber              | 00h 54' 04.33" |
| 4      | Isabella Crettenand-Moretti | 00h 54' 25.31" |
| 5      | Catherine Mabillard         | 00h 56' 17.45" |
| 6      | Francesca Martinelli        | 00h 56' 40.37" |
| 7      | Nathalie Bourillon          | 00h 57' 16.22" |
| 8      | Séverine Pont-Combe         | 00h 57' 17.22" |
| 9      | Marie Troillet              | 00h 58' 35.65" |
| 10     | Christine Echtler-Schleich  | 00h 59' 42.7"  |

| Rang   | Teilnehmer              | Gesamtzeit     |
| ------ | ----------------------- | -------------- |
| Gold   | Agustí Roc Amador       | 00h 42' 45.08" |
| Silber | Florent Perrier         | 00h 43' 00.31" |
| Bronze | Mirco Mezzanotte        | 00h 44' 28.4"  |
| 4      | Alexander Hug           | 00h 44' 58.84" |
| 5      | Emmanuel Vaudan         | 00h 45' 10.77" |
| 6      | Dennis Brunod           | 00h 45' 21.78" |
| 7      | Manuel Pérez Brunicardi | 00h 46' 48.98" |
| 8      | Tony Sbalbi             | 00h 46' 19.13" |
| 9      | Alain Rey               | 00h ' 29.94"   |
| 10     | Alexander Lugger        | 00h 46' 33.84" |

### Skibergsteigen Team
Die Team-Rennen wurden am 2. März im Gran Valira ausgetragen.
Übersicht der jeweils 10 besten Mannschaften:
| Rang   | Teilnehmer                       | Gesamtzeit      |
| ------ | -------------------------------- | --------------- |
| Gold   | Crettenand-Moretti/Favre-Moretti | 02h 41' 04"     |
| Silber | Mabillard/Magnenat               | 02h 47' 45"     |
| Bronze | J. Graßl/Gruber                  | 02h 50' 52"     |
| 4      | Pont-Combe/Zimmermann            | 02h 54' 03"     |
| 5      | C. Bes Ginesta/Roca Rodríguez    | 02h 59' 27"     |
| 6      | Nex/Pellissier                   | 02h 57(+3)' 00" |
| 7      | Martinelli/Renzler               | 03h 03' 03"     |
| 8      | Bourillon/Lathuraz               | 03h 11' 33"     |
| 9      | Echtler-Schleich/Treimer         | 03h 16' 44"     |
| 10     | Korbová/Oršulová                 | 03h 24' 38"     |

| Rang   | Teilnehmer             | Gesamtzeit  |
| ------ | ---------------------- | ----------- |
| Gold   | Gachet/Perrier         | 02h 12' 36" |
| Silber | Boscacci/Murada        | 02h 15' 41" |
| Bronze | Moret/Pittex           | 02h 16' 47" |
| 4      | B. Blanc/Meilleur      | 02h 17' 11" |
| 5      | Battel/J. Pellissier   | 02h 18' 38" |
| 6      | C. Champange/Pellicier | 02h 19' 07" |
| 7      | Masserey/J.-Y. Rey     | 02h 20' 45" |
| 8      | Leitner/Svätojánsky    | 02h 22' 57" |
| 9      | F. Graßl/Steurer       | 02h 23' 24" |
| 10     | Ecoeur/Vaudan          | 02h 26' 50" |

### Skibergsteigen Einzelrennen
Die Einzelrennen wurden am 3. März ausgetragen
Übersicht der jeweils 10 besten Teilnehmer:
| Rang   | Teilnehmer                  | Gesamtzeit  |
| ------ | --------------------------- | ----------- |
| Gold   | Cristina Favre-Moretti      | 02h 16' 38" |
| Silber | Gloriana Pellissier         | 02h 18' 11" |
| Bronze | Isabella Crettenand-Moretti | 02h 22' 36" |
| 4      | Gabrielle Magnenat          | 02h 24' 30" |
| 5      | Séverine Pont-Combe         | 02h 29' 01" |
| 6      | Francesca Martinelli        | 02h 31' 02" |
| 7      | Roberta Pedranzini          | 02h 31' 28" |
| 8      | Marie Troillet              | 02h 34' 10" |
| 9      | Judith Graßl                | 02h 36' 57" |
| 10     | Emma Roca Rodríguez         | 02h 37' 08" |

| Rang   | Teilnehmer              | Gesamtzeit  |
| ------ | ----------------------- | ----------- |
| Gold   | Guido Giacomelli        | 01h 51' 43" |
| Silber | Florent Perrier         | 01h 52' 52" |
| Bronze | Alexander Hug           | 01h 55' 37" |
| 4      | Grégory Gachet          | 01h 56' 04" |
| 5      | Alexander Lugger        | 01h 57' 36" |
| 6      | Toni Steurer            | 01h 59' 43" |
| 7      | Jean-Yves Rey           | 02h 00' 32" |
| 8      | Bertrand Blanc          | 02h 00' 56" |
| 9      | Manuel Pérez Brunicardi | 02h 1' 06"  |
| 10     | William Bon Mardion     | 02h 01' 53" |

### Kombinationswertung
Gewertet wurden die Ergebnisse beim Vertical Race, beim Einzel- und Teamrennen.
Übersicht der jeweils 10 besten Teilnehmer:
| Rang   | Teilnehmer |
| ------ | ---------- |
| Gold   | unbekannt  |
| Silber | unbekannt  |
| Bronze | unbekannt  |
| 4      | unbekannt  |
| 5      | unbekannt  |
| 6      | unbekannt  |
| 7      | unbekannt  |
| 8      | unbekannt  |
| 9      | unbekannt  |
| 10     | unbekannt  |

| Rang   | Teilnehmer |
| ------ | ---------- |
| Gold   | unbekannt  |
| Silber | unbekannt  |
| Bronze | unbekannt  |
| 4      | unbekannt  |
| 5      | unbekannt  |
| 6      | unbekannt  |
| 7      | unbekannt  |
| 8      | unbekannt  |
| 9      | unbekannt  |
| 10     | unbekannt  |

### Skibergsteigen Staffel
Die Staffelrennen waren der letzte Wettbewerb im Rahmen der Meisterschaft und fanden am 5. März 2005 bei Soldau-El Tarter statt. Die Staffelteams der Damen bestanden aus 3 Teilnehmerinnen und die der Herren aus 4 Athleten.
Übersicht der jeweils 10 besten Mannschaften:
| Rang   | Teilnehmer                                                            | Gesamtzeit    |
| ------ | --------------------------------------------------------------------- | ------------- |
| Gold   | Cristina Favre-Moretti/Isabella Crettenand-Moretti/Gabrielle Magnenat | 00h 43' 48.7" |
| Silber | Gloriana Pellissier/Francesca Martinelli/Christiane Nex               | 00h 45' 58.7" |
| Bronze | Judith Graßl/Barbara Gruber/Silvia Treimer                            | 00h 47' 24.5" |
| 4      | Nathalie Bourillon/Véronique Lathuraz/Valentine Fabre                 | 00h 47' 44.9" |
| 5      | Cristina Bes Ginesta/Emma Roca Rodríguez/Sara Gros Aspiroz            | 00h 52' 02.8" |

| Rang   | Teilnehmer                                                                                 | Gesamtzeit     |
| ------ | ------------------------------------------------------------------------------------------ | -------------- |
| Gold   | Guido Giacomelli/Dennis Brunod/Manfred Reichegger/Matteo Pedergnana                        | 00h 47' 39.61" |
| Silber | Alexander Hug/Christian Pittex/Jean-Yves Rey/Yannick Ecoeur                                | 00h 49' 35.16" |
| Bronze | Franz Graßl/Toni Steurer/Stefan Klinger/Georg Nickaes                                      | 00h 51' 33.19" |
| 4      | Florent Perrier/Bertrand Blanc/Grégory Gachet/Tony Sbalbi                                  | 00h 51' 58.42" |
| 5      | Peter Svätojánsky/Milan Madaj/Miroslav Leitner/Branislav Kačina                            | 00h 53' 22.53" |
| 6      | Manuel Pérez Brunicardi/Javier Martín de Villa/Germán Cerezo Alonso/Fernando Navarro Aznar | 00h 53' 34.41" |
| 7      | Toni Casals Rueda/Xavier Comas Guixé/Xavier Capdevila Romero/Joan Vilana Díaz              | 00h 55' 34.09" |
| 8      | Ionuț Gălițeanu/Silviu Manea/Rareș Manea/Lucian Clinciu                                    | 00h 57' 44.57" |
| 9      | Michal Štantejský/Miroslav Duch/Michal Němec/Marcel Svoboda                                | 00h 58' 49.42" |
| 10     | Adam Gomola/Andrej Chrobák/Mariusz Wargocki/Marcin Trybała                                 | 01h 01' 02.82" |